# 塩屋村 (兵庫県)
塩屋村（しおやむら）は、兵庫県赤穂郡にあった村。現在の赤穂市の南西端（福浦を除く）にあたる。

## 地理
- 海洋：播磨灘
- 河川：大津川

## 歴史
- 1889年（明治22年）4月1日 - 町村制の施行により、塩屋村・新田村・大津村・木生谷村・織方村・鷆和村の区域をもって発足。
- 1937年（昭和12年）4月1日 - 赤穂町に編入。同日塩屋村廃止。

## 交通

### 鉄道路線
現在は赤穂線の天和駅が所在するが、当時は未開業。

### 道路
現在は旧村域に山陽自動車道の赤穂インターチェンジが所在するが、当時は未開通。